# Championnat d'Irlande du Nord de football 1973-1974
Navigation
Édition précédente Édition suivante
Le 72e Championnat d'Irlande du Nord de football se déroule en 1973-1974. Coleraine FC remporte son premier titre et unique à cette heure de champion d’Irlande du Nord. 
Portadown FC est deuxième, Crusaders FC, tenant du titre, complète le podium. 
Avec 24 buts marqués, Des Dickson de Coleraine FC remportent son quatrième titre de meilleur buteur de la compétition.

## Les 12 clubs participants
- Ards FC
- Bangor FC
- Ballymena United
- Cliftonville FC
- Coleraine FC
- Crusaders FC
- Distillery FC
- Glenavon FC
- Glentoran FC
- Larne FC
- Linfield FC
- Portadown FC

## Compétition

### Classement
Le classement est établi sur le barème de points classique (victoire à 2 points, match nul à 1, défaite à 0).
| Rang | Équipe           | Pts | J  | G  | N | P  | Bp | Bc | Diff |
| ---- | ---------------- | --- | -- | -- | - | -- | -- | -- | ---- |
| 1    | Coleraine FC     | 35  | 22 | 16 | 3 | 3  | 41 | 20 | +21  |
| 2    | Portadown FC     | 30  | 22 | 13 | 4 | 5  | 51 | 20 | +31  |
| 3    | Crusaders FC T   | 30  | 22 | 14 | 2 | 6  | 48 | 32 | +16  |
| 4    | Linfield FC      | 26  | 22 | 10 | 6 | 6  | 46 | 25 | +21  |
| 5    | Glenavon FC      | 24  | 22 | 11 | 2 | 9  | 33 | 35 | -2   |
| 6    | Ballymena United | 23  | 22 | 10 | 3 | 9  | 34 | 26 | +8   |
| 7    | Bangor FC        | 23  | 22 | 10 | 3 | 9  | 40 | 28 | +12  |
| 8    | Ards FC C        | 22  | 22 | 9  | 4 | 9  | 42 | 37 | +5   |
| 9    | Glentoran FC     | 18  | 22 | 8  | 2 | 12 | 28 | 39 | -11  |
| 10   | Larne FC         | 17  | 22 | 7  | 3 | 12 | 31 | 50 | -19  |
| 11   | Cliftonville FC  | 9   | 22 | 3  | 3 | 16 | 20 | 56 | -36  |
| 12   | Distillery FC    | 7   | 22 | 2  | 3 | 17 | 24 | 70 | -46  |

| Légende : Qualifications et relégations | Légende : Qualifications et relégations                                      |
| --------------------------------------- | ---------------------------------------------------------------------------- |
|                                         | Coupe d'Europe des Clubs champions 1974-1975                                 |
|                                         | Coupe d'Europe des vainqueurs de coupe 1974-1975                             |
|                                         | Coupe UEFA 1974-1975                                                         |
|                                         | Relégation en deuxième division                                              |
|                                         | T : Tenant du titre C : Vainqueurs de la Coupe d'Irlande du Nord de football |

## Bilan de la saison
| Tableau d'Honneur                         |              |
| Compétition                               | Vainqueur    |
| Championnat d'Irlande du Nord de football | Coleraine FC |
| Coupe d'Irlande du Nord de football       | Ards FC      |

| Promotions et relégations |       |
| Relégués                  | Aucun |
| Promus                    | Aucun |

## Statistiques

### Meilleur buteur
- Des Dickson, Coleraine FC, 24 buts